# 音訳
音訳（おんやく）とは、文字や図表などの情報を音声化すること。インクを用いて表現された文字や図表など、聴覚以外の感覚（主に視覚）に依存する媒体からの情報取得が困難な人々のための情報保障形態のひとつ。狭義には、肉声による音訳を指す。文芸作品などの文章を声に出して読む朗読との違いは、音訳ではインクなどを用いた表現との同一性保持が要請され、音声化する人物による解釈介入の極小化が要請される点である。

## 概要
音訳とは、聴覚以外の感覚器に依存する情報取得が困難な、視覚障害、学習障害、知的障害、精神障害などをもつ人々の基本的人権を保障する手段のひとつであり、出版物の音訳である録音図書や、講演で用いられるスライドの音声化、美術館における絵画や彫刻の音声解説などとして実施される。
印刷情報の音声化に携わる人々の嗜好が先行しがちであったため、情報保障という目的を明確にする観点から、1989年に点字図書館職員によって提唱され、後年になって『三省堂国語辞典 第四版』に採録されたとされる。
別の資料によると、「音訳」という用語の提唱はそれよりも古く、初出文献も1974年に盲人情報文化センターが『読書』に掲載した「アピール『音訳』と呼んで下さい」にさかのぼる。そこでは、それまで用いられてきた「朗読」はその響きから、感情を込めた情緒的な発声が重視され、誤読のない正確な読み方が軽視されてきた状況を踏まえて、誤読をなくした正確な読みを大切にすることを強調するため「音訳」を用いるよう呼びかけられている。
最狭義には、著作権法第37条第3項に定める「点字図書館その他の視覚障害者の福祉の増進を目的とする施設で政令で定めるもの」による「専ら視覚障害者向けの貸出しの用若しくは自動公衆送信（送信可能化を含む。）の用に供するための録音」であるとされ、いわゆる録音図書の製作の一過程に限定して用いる例がみられる。

## 実施態様
音訳の実施態様としては、肉声による音声化と、合成音声による音声化とに大別される。

### 合成音声による音訳
合成音声による音訳は、図表や写真などの情報には馴染みにくいが、電子テキスト情報が得られる場合には、音声化に要する時間が圧倒的に速いことが特徴である。
JIS X 8341に規定されるウェブアクセシビリティは、合成音声による自動音訳に対応することによる情報保障の制度化の一形態である。

### 肉声による音訳
肉声による音訳は、音声化する人による解釈を経由せざるをえないものの、電子テキスト情報に依存せず、即時に情報を提供できることが特徴である。また、合成音声による音訳が、標準語によるアクセント以外への対応が困難であるのに対し、肉声による音訳は、細かな表現まで可能となる。図表や写真などは音訳者が工夫して訳す。
朗読とは異なり、読み手は感情を込めて読んではならず、一定の速度と音量を保ち、正しいアクセントで読むことが求められる。雑音が入らないように録音室を利用して音訳する場合もあるが、通常の音訳ボランティアは自宅で音訳する。300ページほどの文庫本を音訳すると8時間ほどかかる。

## 参考図書
- 全国視覚障害者情報提供施設協会『点訳・音訳・サービスのための著作権マニュアル　～視覚障害者の情報アクセスを保障するために～』2006年。ISBN 4-86055-142-7。
- 全国視覚障害者情報提供施設協会『音訳マニュアル　視覚障害者用録音図書製作のために　【デジタル録音　編】』2007年。ISBN 978-4-86055-352-4。
- 全国視覚障害者情報提供施設協会『音訳マニュアル　視覚障害者用録音図書製作のために　【音訳・調査　編】　改訂版』2006年。ISBN 4-86055-268-7。
- 全国視覚障害者情報提供施設協会『音訳マニュアル　視覚障害者用録音図書製作のために　【処理事例集】　』2004年。ISBN 4-86055-088-9。
- 全国視覚障害者情報提供施設協会『音訳マニュアル　視覚障害者用録音図書製作のために　【デイジー編集事例集】　』2008年。ISBN 978-4-86055-465-1。